# Campionato mondiale paralimpico di tennistavolo
Il Campionato mondiale paralimpico di tennistavolo è la massima competizione di tennistavolo paralimpico a livello internazionale. È organizzato dal 1990 dalla Federazione internazionale di tennis da tavolo.

## Edizioni
| No.  | Anno | Sede       | Paese         |
| ---- | ---- | ---------- | ------------- |
| I    | 1990 | Assen      | Paesi Bassi   |
| II   | 1998 | París      | Francia       |
| III  | 2002 | Taipei     | Taipei cinese |
| IV   | 2006 | Montreux   | Svizzera      |
| V    | 2010 | Gwangju    | Corea del Sud |
| VI   | 2014 | Pechino    | Cina          |
| VII  | 2017 | Bratislava | Slovacchia    |
| VIII | 2018 | Laško      | Slovenia      |
| IX   | 2022 | Granada    | Spagna        |